# Championnats du monde de cyclisme sur piste 1967
Navigation
Francfort 1966 Rome et Montevideo 1968

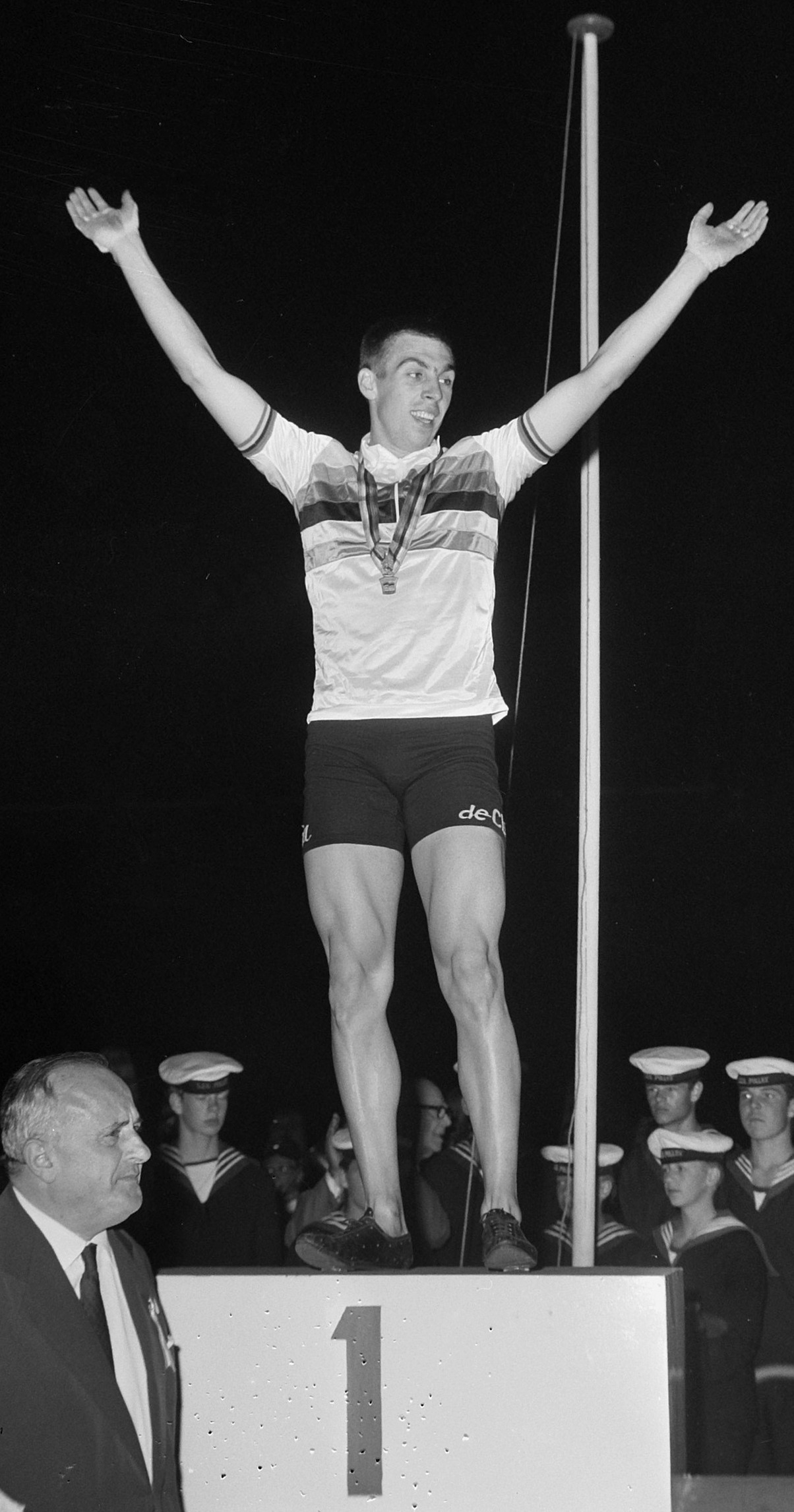
Patrick Sercu après sa victoire lors de la vitesse.

Les championnats du monde de cyclisme sur piste 1967 se sont déroulés à Amsterdam, aux Pays-Bas. Au total, onze épreuves ont été disputées : 9 par les hommes (3 pour les professionnels et 6 pour les amateurs) et deux par les femmes.

## Résultats

### Hommes

#### Podiums professionnels
| Compétition            | Or                     | Argent                   | Bronze                   |
| ---------------------- | ---------------------- | ------------------------ | ------------------------ |
| Vitesse individuelle   | Patrick Sercu Belgique | Giuseppe Beghetto Italie | Angelo Damiano Italie    |
| Poursuite individuelle | Tiemen Groen Pays-Bas  | Hugh Porter Royaume-Uni  | Leandro Faggin Italie    |
| Demi-fond              | Leo Proost Belgique    | Romain De Loof Belgique  | Domenico de Lillo Italie |

#### Podiums amateurs
| Compétition            | Or                                                                                 | Argent                                                                 | Bronze                                                                            |
| ---------------------- | ---------------------------------------------------------------------------------- | ---------------------------------------------------------------------- | --------------------------------------------------------------------------------- |
| Kilomètre              | Niels Fredborg Danemark                                                            | Waclaw Latocha Pologne                                                 | Roger Gibbon Trinité-et-Tobago                                                    |
| Vitesse individuelle   | Daniel Morelon France                                                              | Pierre Trentin France                                                  | Luigi Borghetti Italie                                                            |
| Poursuite individuelle | Gert Bongers Pays-Bas                                                              | Mogens Frey Danemark                                                   | Jiří Daler Tchécoslovaquie                                                        |
| Poursuite par équipes  | Union soviétique Stanislav Moskvine Mikhaïl Kolyuschev Viktor Bykov Dzintars Lācis | Italie Cipriano Chemello Antonio Castello Luigi Roncaglia Gino Pancino | Allemagne de l'Ouest Karl-Heinz Henrichs Rainer Podlesch Jürgen Kissner Karl Link |
| Demi-fond              | Piet De Wit Pays-Bas                                                               | Mikhaïl Markov Union soviétique                                        | Dries Helsloot Pays-Bas                                                           |
| Tandem                 | Italie Bruno Gonzato Dino Verzini                                                  | France Pierre Trentin Daniel Morelon                                   | Belgique Daniel Goens Robert Van Lancker                                          |

### Femmes
| Compétition            | Or                                 | Argent                             | Bronze                            |
| ---------------------- | ---------------------------------- | ---------------------------------- | --------------------------------- |
| Vitesse individuelle   | Valentina Savina Union soviétique  | Irina Kiritchenko Union soviétique | Galina Ermolaeva Union soviétique |
| Poursuite individuelle | Tamara Garkuchina Union soviétique | Raisa Obodovskaya Union soviétique | Beryl Burton Royaume-Uni          |

## Tableau des médailles
| Rang | Nation               | Or | Argent | Bronze | Total |
| ---- | -------------------- | -- | ------ | ------ | ----- |
| 1    | Union soviétique     | 3  | 3      | 1      | 7     |
| 2    | Pays-Bas             | 3  | 0      | 1      | 4     |
| 3    | Belgique             | 2  | 1      | 1      | 4     |
| 4    | Italie               | 1  | 2      | 4      | 7     |
| 5    | France               | 1  | 2      | 0      | 3     |
| 6    | Danemark             | 1  | 1      | 0      | 2     |
| 7    | Royaume-Uni          | 0  | 1      | 1      | 2     |
| 8    | Pologne              | 0  | 1      | 0      | 1     |
| 9    | Allemagne de l'Ouest | 0  | 0      | 1      | 1     |
| 9    | Tchécoslovaquie      | 0  | 0      | 1      | 1     |
| 9    | Trinité-et-Tobago    | 0  | 0      | 1      | 1     |
|      | TOTAL                | 11 | 11     | 11     | 33    |